# Гленв'ю (Кентуккі)
Гленв'ю (англ. Glenview) — місто (англ. city) в США, в окрузі Джефферсон штату Кентуккі. Населення — 596 осіб (2020).

## Географія
Гленв'ю розташований за координатами 38°18′4″ пн. ш. 85°39′3″ зх. д. / 38.30111° пн. ш. 85.65083° зх. д. (38.301060, -85.650799).  За даними Бюро перепису населення США в 2010 році місто мало площу 3,71 км², з яких 3,69 км² — суходіл та 0,02 км² — водойми.

## Демографія
Згідно з переписом 2010 року, у місті мешкала 531 особа в 226 домогосподарствах у складі 182 родин. Густота населення становила 143 особи/км².  Було 247 помешкань (67/км²).
Расовий склад населення:
| - 92,1 % — білих - 5,5 % — азіатів - 0,2 % — корінних американців - 1,5 % — осіб інших рас |

До двох чи більше рас належало 0,8 %. Частка іспаномовних становила 1,9 % від усіх жителів.
За віковим діапазоном населення розподілялося таким чином: 14,1 % — особи молодші 18 років, 56,5 % — особи у віці 18—64 років, 29,4 % — особи у віці 65 років та старші. Медіана віку мешканця становила 56,5 року. На 100 осіб жіночої статі у місті припадало 102,7 чоловіків;  на 100 жінок у віці від 18 років та старших — 96,6 чоловіків також старших 18 років.
Середній дохід на одне домашнє господарство  становив 304 519 доларів США (медіана — 233 036), а середній дохід на одну сім'ю — 323 719 доларів (медіана — 234 643). За межею бідності перебувало 4,8 % осіб, у тому числі 5,6 % дітей у віці до 18 років та 1,9 % осіб у віці 65 років та старших.
Цивільне працевлаштоване населення становило 206 осіб. Основні галузі зайнятості: освіта, охорона здоров'я та соціальна допомога — 35,0 %, науковці, спеціалісти, менеджери — 18,9 %, фінанси, страхування та нерухомість — 13,1 %, роздрібна торгівля — 9,2 %.